# ルカ・イヴァニシュヴィリ
ルカ・イヴァニシュヴィリ（Luka Ivanishvili、2001年11月25日 - ）は、ラグビー・ヨーロッパ・スーパーカップ、ブラックライオンに所属するラグビーユニオン選手。

## プロフィール
- ジョージア出身[1]。
- ポジションはフランカー(FL)、ナンバーエイト(No8)。
- 身長 182cm、体重 108kg
- U20ジョージア代表に選ばれたことがある[2]。
- ジョージア代表キャップは12（2024年7月現在）でラグビーワールドカップ2023のジョージア代表に選ばれた[3]。

## 略歴
2021年、ブラックライオンに加入。 